# بوگوک-دونگ (بوسان)
بوگوک-دونگ (بوسان) (به لاتین: Bugok-dong) یک منطقهٔ مسکونی در کره جنوبی است.